# Ondřej Bank
Ondřej Bank (* 27. října 1980 Zábřeh) je bývalý český alpský lyžař, mnohonásobný mistr České republiky. V začátcích sportovní kariéry se připravoval pod vedením svého otce Ivana, kterého později vystřídal Tomáš Bank, Ondřejův bratr.
Dříve byl úspěšný především ve slalomu a obřím slalomu, později se začal prosazovat i ve sjezdových disciplínách. Jeho nejlepším výsledkem je třetí místo v superkombinaci ve Světovém poháru v Beaver Creeku a třetí místo ve stejné disciplíně v Kitzbühelu. Jeho profesionální kariéru poznamenala častá zranění, především otevřená zlomenina holenní a lýtkové kosti, kterou utrpěl při tréninku na sjezd v Kitzbühelu v roce 2008 a která si vyžádala rok a půl trvající rekonvalescenci. Roku 2015 na mistrovství světa v Beaver Creeku spadl na posledním skoku při sjezdu do kombinace a utrpěl otřes mozku a zlomeninu nártní kůstky. V únoru 2016 se kvůli problémům s kolenem rozhodl ukončit sportovní kariéru.
Dále pokračoval jako traťový analytik a pomocný trenér české lyžařky Ester Ledecké a zasloužil se tak o její vítězství v superobřím slalomu na olympiádě v Pchjongčchangu roku 2018. Spolupráci s Ledeckou ukončil Ondřej Bank koncem roku 2020.
V roce 2011 byl vyhlášen Králem bílé stopy, tedy nejlepším českým lyžařem.
V roce 2016 se zúčastnil taneční soutěže StarDance …když hvězdy tančí, kde se umístil na druhém místě. Původně tančil s Kamilou Tománkovou, kvůli jejímu zranění ji později vystřídala již vypadlá Eva Krejčířová, jež byla původně taneční partnerkou Ladislava Vízka.
S manželkou Terezou má dva syny Alberta a Huga. Spoluvlastní penzion v Dolní Moravě.

## Největší úspěchy
- 2001 šesté místo v kombinaci na mistrovství světa ve Sv. Antonu
- 2006 šesté místo v kombinaci na Zimních olympijských hrách 2006 v Turíně
- 2006 šesté místo v superkombinaci Světového poháru v Beaver Creeku
- 2007 třetí místo v superkombinaci Světového poháru v Beaver Creeku
- 2010 sedmé místo v superkombinaci na Zimních olympijských hrách 2010 ve Vancouveru
- 2011 páté místo v superkombinaci na mistrovství světa v Garmisch-Partenkirchenu
- 2014 sedmé místo v superkombinaci na Zimních olympijských hrách 2014 v Soči
- 2014 páté místo v obřím slalomu na Zimních olympijských hrách 2014 v Soči
- 2014 deváté místo v superobřím slalomu na Zimních olympijských hrách 2014 v Soči
- 2015 osmé místo v superkombinaci Světového poháru ve Wengenu.[2]
- 2015 deváté místo ve sjezdu Světového poháru ve Wengenu.[3]
- 2015 třetí místo v superkombinaci Světového poháru v Kitzbühelu[4]
- 2015 sedmé místo ve sjezdu na mistrovství světa v Beaver Creeku[5]

### Olympijské hry
| Rok                     | Sjezd      | Superobří slalom      | Obří slalom | Slalom                | Kombinace (2002–2006) Superkombinace (2010–2014) |
| ----------------------- | ---------- | --------------------- | ----------- | --------------------- | ------------------------------------------------ |
| ZOH 2002 Salt Lake City | 39.        | nenastoupil ke startu | nedokončil  | nedokončil            | nedokončil                                       |
| ZOH 2006 Turín          | nedokončil | nedokončil            | 16.         | nenastoupil ke startu | 6.                                               |
| ZOH 2010 Vancouver      | 30.        | —                     | 17.         | 11.                   | 7.                                               |
| ZOH 2014 Soči           | 20.        | 9.                    | 5.          | nenastoupil ke startu | 7.                                               |

### Mistrovství světa
| Rok                            | Sjezd         | Superobří slalom | Obří slalom           | Slalom        | Kombinace (2001–2005) Superkombinace (2007–2015) |
| ------------------------------ | ------------- | ---------------- | --------------------- | ------------- | ------------------------------------------------ |
| MS 2001 St. Anton              | –             | –                | 26.                   | nedokončil    | 6.                                               |
| MS 2003 Sv. Mořic              | 37.           | 41.              | nedokončil            | nedokončil    | 16.                                              |
| MS 2005 Bormio                 | nedokončil    | 26.              | 24.                   | nedokončil    | 16.                                              |
| MS 2007 Are                    | 35.           | 36.              | 17.                   | nedokončil    | 10.                                              |
| MS 2009 Val-d'Isère            | neúčastnil se | neúčastnil se    | neúčastnil se         | neúčastnil se | neúčastnil se                                    |
| MS 2011 Garmisch-Partenkirchen | 21.           | 17.              | 19.                   | nedokončil    | 5.                                               |
| MS 2013 Schladming             | 27.           | –                | nenastoupil ke startu | –             | 11.                                              |
| MS 2015 Beaver Creek           | 7.            | nedokončil       | –                     | –             | diskvalifikován                                  |